# Mega Express
Le Mega Express  est un ferry rapide du groupe Corsica Ferries - Sardinia Ferries. Construit de 1999 à 2001 par les Cantiere navale fratelli Orlando, il est le premier d'une série de six navires dits Megas, ferries rapides et offrant des prestations importantes. Mis en service en avril 2001 sur les lignes entre Toulon et la Corse, son arrivée permettra à Corsica Ferries de devenir leader sur les traversées vers l'île de Beauté. Il est actuellement affecté à l'ensemble des lignes du groupe au départ des côtes françaises et italiennes vers la Corse et la Sardaigne mais aussi plus récemment vers les Baléares et la Sicile.

## Histoire

### Origines
En 1996, la compagnie bastiaise Corsica Ferries, leader dans le transport maritime de passagers entre la Corse et l'Italie, inaugure ses premières lignes au départ du continent français à destination de l'île de Beauté. L'armateur privé concurrence ainsi pour la première fois la SNCM sur le port de Nice. C'est dans ce contexte que sont mis en service trois navires à grande vitesse entre 1995 et 1996, chacun affecté aux différents axes de la compagnie. Ce type de navire, introduit en Méditerranée occidentale par la compagnie publique italienne Tirrenia dès 1993, est une véritable révolution technologique que beaucoup d'armateurs vont expérimenter, notamment la SNCM qui met en service les NGV Asco et NGV Aliso entre Nice et la Corse en 1996 également, ce qui donnera lieu à une vive concurrence entre Corsica Ferries et la compagnie publique, employant sur les mêmes lignes des navires aux caractéristiques quasiment identiques.
Cette concurrence permettra au port de Nice de connaître un véritable essor, avec des vitesses de plus de 37 nœuds, les NGV sont capables de rallier le port azuréen et Bastia en un peu moins de quatre heures seulement contre six heures pour les ferries classiques. Cependant, bien que performants, des défauts communs sont rapidement constatés chez Corsica Ferries comme chez la SNCM. La petite taille de ces navires s'avère souvent trop juste pour satisfaire les pointes de trafic en saison et pour proposer un nombre significatif de places en tarif promotionnel. Leur exploitation est également soumise à la météo et ils ne naviguent que lorsque les creux ne dépassent pas 5,5 mètres, au-delà, tous doivent rester à quai. Surtout, les NGV, qui disposent de moteurs très puissants, consomment un carburant raffiné sensiblement plus coûteux que le fioul lourd habituellement utilisé par les car-ferries traditionnels. Le prix du baril ayant tendance à augmenter, le poste combustible devient donc particulièrement difficile à équilibrer financièrement. 
En conséquence, la SNCM commandera en 1998 un troisième NGV conçu comme une version améliorée de ses deux précédents avec des caractéristiques techniques et commerciales plus élevées. Mais de son côté, la direction de Corsica Ferries décide une nouvelle fois d'innover en projetant la mise en service d'un type de navire jusqu'ici inexploité sur les lignes de la Corse, le car-ferry rapide. Partant toujours du postulat que la clientèle privilégie la vitesse, tout en exigeant la fiabilité du service, l'armateur bastiais va alors commander une étude à l’architecte norvégien Delta Marine.
Si des ferries rapides ont vu le jour dès les années 1970, ce concept de navire a commencé à se répandre tout d'abord en Méditerranée orientale à partir du milieu des années 1990. La première à exploiter de tels navires a été la compagnie grecque Superfast Ferries dès 1995, ce qui a donné lieu a une forte concurrence avec sa rivale Minoan Lines qui a rapidement équipé sa flotte d'unités similaires. Ainsi, l'émulation entre ces armateurs a permis à la construction navale de perfectionner et de populariser ce type de car-ferries qui tend à séduire de plus en plus de compagnies maritimes en Méditerranée où ailleurs.
Pour diverses raisons, Corsica Ferries et d'autres armateurs vont alors abandonner la construction de navires à grande vitesse et se tourner vers cette nouvelle génération de car-ferries. La conception de ces navires est en effet plus traditionnelle que celle des NGV. En particulier, leur propulsion se fait par hélices et non par hydrojets et leurs machines, bien que sensiblement plus puissantes que celles des ferries classiques, consomment le même type de carburant (du fioul lourd et non le carburant raffiné des NGV). Pour faciliter l'atteinte de vitesses élevées, les navires rapides sont dotés d'une coque plus effilée que celle des ferries classiques, ce qui se traduit en particulier par une plus grande longueur à largeur donnée. Leur taille imposante leur permet de naviguer par tous les temps et de transporter un plus grand nombre de passagers et de véhicules à une vitesse suffisante pour enregistrer des gains de temps substantiels par rapport aux ferries. En prime, le confort de ces navires est du même ordre que celui proposé à bord des navires traditionnels et donc supérieur à celui des NGV, inspirés sur ce point des avions. Enfin, ces navires sont dotés de cabines, ce qui permet aux compagnies de les programmer aussi en traversées de nuit, sur des lignes plus longues que celles desservies par les NGV.
Corsica Ferries prévoit de mettre en service quatre navires jumeaux et annonce officiellement la commande de deux premiers ferries rapides en septembre 1998. Leur construction est confiée aux Cantiere navale fratelli Orlando de Livourne pour une livraison prévue en 2001. Ces navires permettront de ce fait à l'armateur de se positionner afin de pouvoir répondre au futur appel d’offres de la délégation de service public entre la Corse et le continent qui doit également avoir lieu en 2001.
La vitesse minimale de 27 nœuds est retenue, car elle permet d’avoir des navires plus importants, donc de plus grande capacité et de plus grand confort. Pouvant naviguer par mauvais temps, alors que les NGV sont immobilisés, et naviguant plus vite que les ferries classiques, leur capacité de tenue à la mer a également été particulièrement étudiée. Ainsi, les stabilisateurs réduisent l’amplitude de roulis de 90% dès que le car-ferry atteint 23 nœuds. Ces navires pourront effectuer à la fois des traversées de nuit sur les trajets longs et des traversées de jour sur les trajets plus courts, croisant ainsi les lignes entre la Corse et la Sardaigne. 
Prévues pour environ 1 800 passagers, leurs installations sont pensées pour offrir un niveau de qualité similaire à celles des cruise-ferries de la SNCM. Les passagers pourront ainsi profiter d'un bar-salon, de trois espaces de restauration mais aussi d'un bar-lido avec piscine et d'une galerie marchande. Ils seront logés dans plus de 300 cabines avec sanitaires privés, dont quelques suites. Le garage est conçu pour accueillir plus de 500 véhicules répartis sur le pont principal et un car-deck amovible mais aussi dans la partie avant des ponts inférieurs. Afin de faire allusion à la vitesse tout comme les NGV mais également à la taille, les futures unités sont baptisées Mega Express et Mega Express Two. Si quatre navires jumeaux étaient initialement prévus, seuls deux seront finalement construits et la commande du troisième d'ores et déjà passée sera annulée.

### Construction
Le Mega Express est mis sur cale le 25 mai 1999 aux Cantiere navale fratelli Orlando, de Livourne. Il est lancé le 25 mars 2000 par temps pluvieux en présence des dirigeants de la compagnie ainsi que de Gianfranco Lamberti, maire de Livourne. Baptisé par l'une des filles de Pascal Lota, fondateur du groupe Corsica Ferries, il est mis à l'eau à 11 h 40 au son de La Pie voleuse de Gioachino Rossini. Son sister-ship le Mega Express Two est mis sur cale peu de temps après. Le Mega Express est ensuite achevé à Livourne durant presque un an, puis est livré au groupe Corsica Ferries le 29 mars 2001. Il arbore conjointement sur sa coque les marques Corsica Ferries et Sardinia Ferries, fusionnées en 1999, ainsi que des bandes bleues marines venant border les hublots des cabines des ponts 5 et 6. 
Entre la commande du navire et sa livraison, le contexte des lignes de la Corse a quelque peu changé. Ainsi, le succès des lignes entre Nice et la Corse a incité l'armateur bastiais à ouvrir une ligne au départ de Toulon dès décembre 2000. Alors que le Mega Express était prévu pour assurer des liaisons mixant les lignes corses et sardes au départ de l'Italie, Corsica Ferries décide finalement de l'affecter principalement au départ du port varois. Un changement de la réglementation européenne profite également à la compagnie dès 1999, la loi européenne sur la libéralisation du cabotage permet à l'armateur d'exploiter plus efficacement sa flotte sur l'ensemble de ses lignes et sous pavillon unique. Ainsi, les navires habituellement affectés depuis l'Italie peuvent être employés entre les ports français et la Corse sans devoir arborer le pavillon national.

### Service

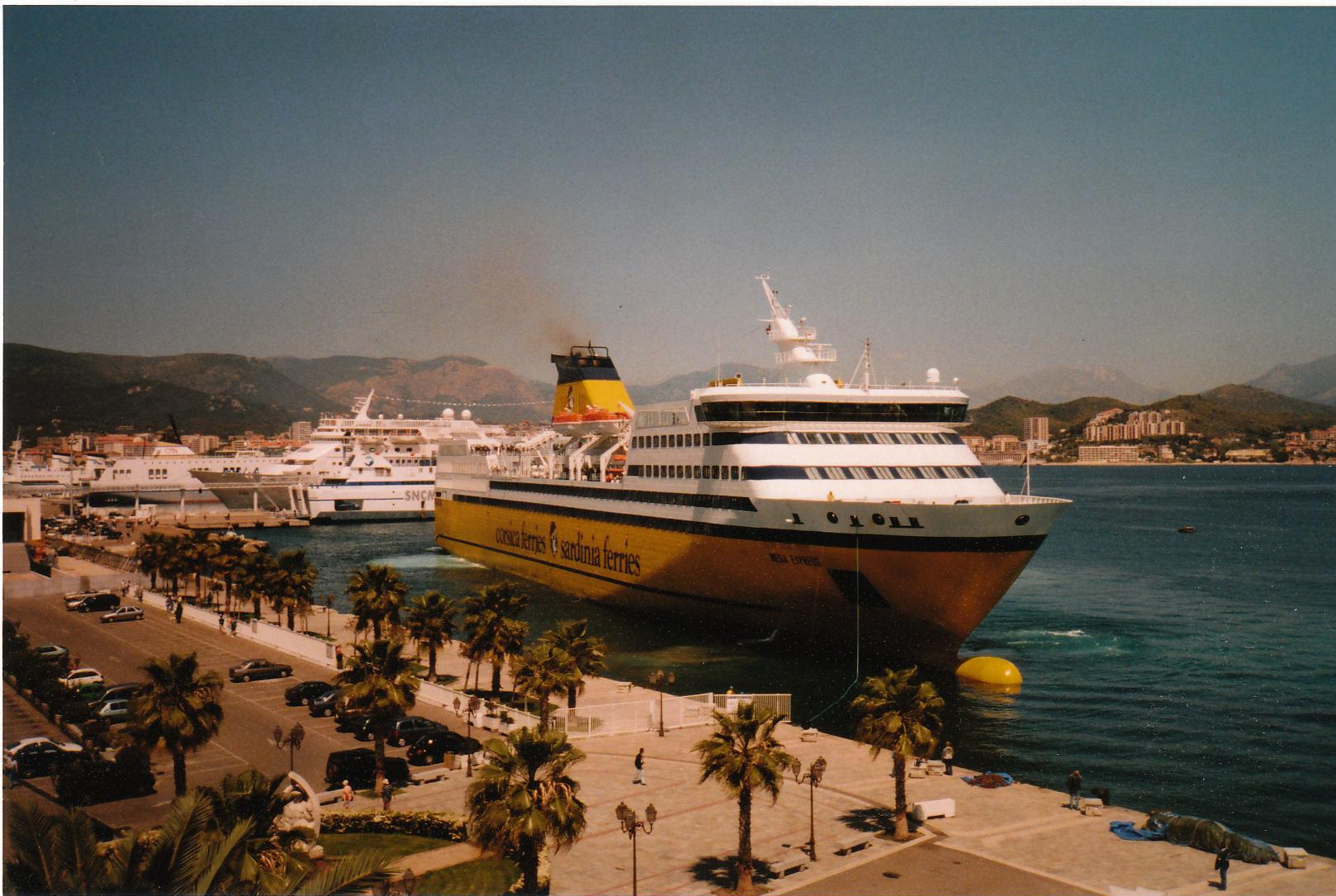
Le Mega Express à Ajaccio au début de sa carrière.

Le Mega Express est mis en service le 2 avril 2001 entre Toulon et la Corse. Le navire effectue alors huit rotations par semaine sur Bastia mais aussi sur Ajaccio, marquant le retour de Corsica Ferries dans la cité impériale après avoir expérimenté une ligne depuis Savone de 1988 à 1989. Durant la saison estivale, il effectue quelques traversées depuis Nice. L'arrivée du navire et celle de son sister-ship au mois de juin permettent à Corsica Ferries de faire passer le nombre de ses traversées de 2 700 à 3 400 par an en 2001, soit 25% de plus par rapport à 2000.
Au terme de leur première année d'exploitation, le Mega Express et son jumeau rencontrent un succès phénoménal avec 461 000 passagers et 145 000 voitures transportées depuis Toulon. Les ferries rapides s'imposent alors comme le premier vecteur de passagers sur la Corse. Ce succès va contribuer à faire de Corsica Ferries le leader sur les lignes de la Corse dès 2002 et va inciter l'armateur à constituer une flotte de navires rapides.
Le 12 mai 2004, le Mega Express est surpris par les autorités alors que l'équipage effectuait un dégazage volontaire dans une zone protégée au large du Cap Corse alors que le navire effectuait une liaison entre Bastia et Nice. L'armateur Forship, filiale du groupe Corsica Ferries et copropriétaire du navire sera condamnée en 2005 à 490 000 euros d'amende. Le commandant du car-ferry sera pour sa part condamné à six mois de prison avec sursis et à 10 000 euros d'amende.
Le 5 novembre 2009, le navire en provenance de Livourne, heurte violemment le quai à Bastia en raison de fortes rafales de vent, occasionnant une brèche à l'arrière du côté tribord. Il est alors immobilisé une dizaine de jours pour réparations à La Spezia.

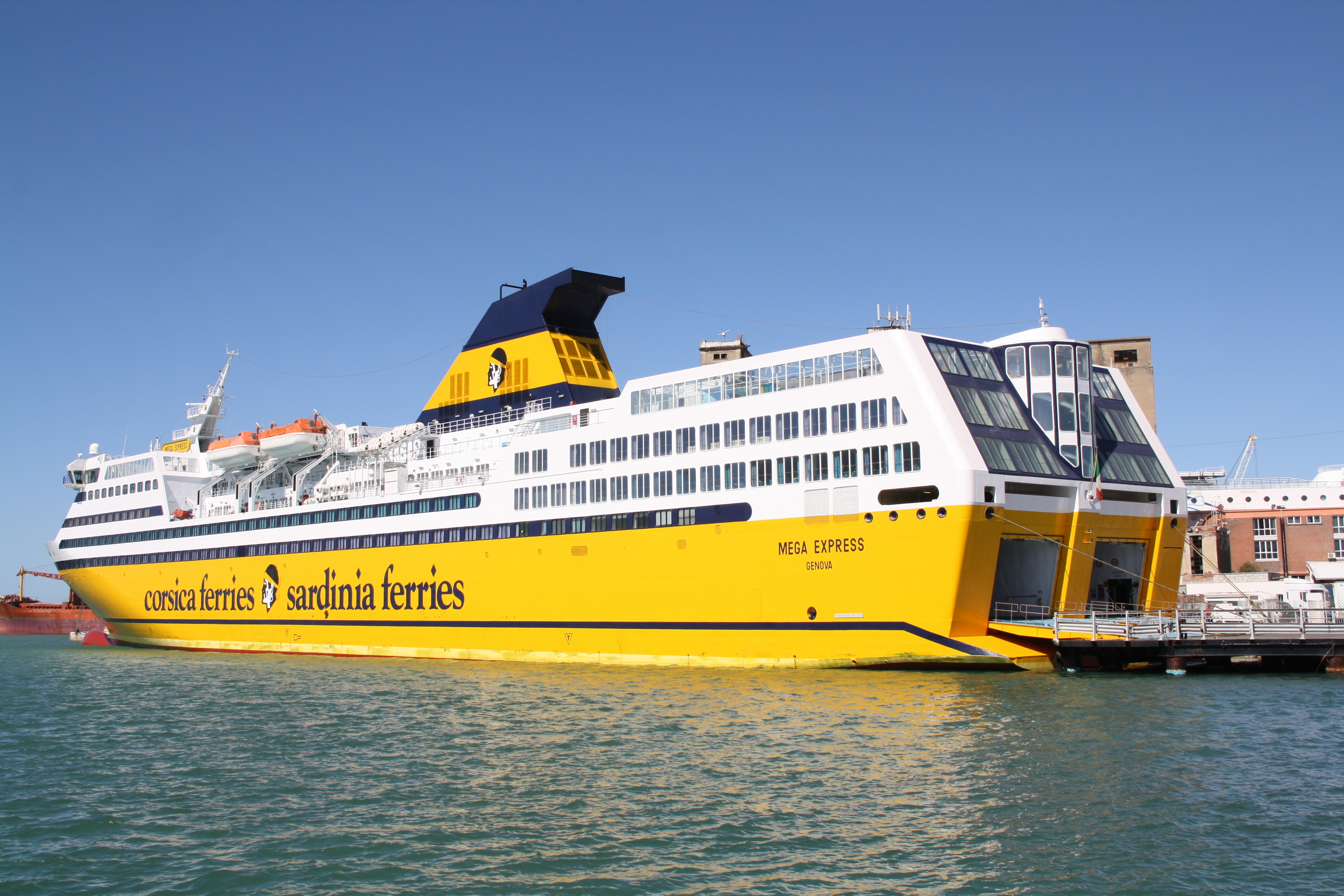
Le Mega Express à Livourne.

Le 10 avril 2024, dans la matinée, le Mega Express, en provenance de Majorque, arrive pour la première fois à Sète, inaugurant ainsi la nouvelle liaison de Corsica Ferries reliant les Baléares à l'île singulière. Quelques heures plus tard dans la soirée, le navire appareille à destination d'Alcúdia.

## Aménagements
Le Mega Express possède 10 ponts. Les passagers occupent les ponts 5, 6, 7 et 8 tandis que l'équipage est logé au pont 8. Les ponts 3 et 4 sont consacrés aux garages ainsi qu'une partie des ponts 1 et 2.

### Locaux communs
Le Mega Express propose à ses passagers trois espaces de restauration (un restaurant à la carte et une pizzeria-spaghetteria sur le pont 7 et un restaurant self-service sur le pont 6), un bar, une boutique et un salon sur le pont 7 et un bar-lido avec piscine sur le pont 8.
Depuis la fin des années 2010, les installations portent désormais un nom commun à tous les navires de la flotte.
Depuis lors, les installations du car-ferry sont organisées de la manière suivante :
- Riviera Lounge, confortable bar-salon situé au milieu du pont 7 ;
- Lido Beach Bar, bar extérieur avec piscine à la poupe du navire sur le pont 8 ;
- Dolce Vita, restaurant à la carte situé sur le pont 7 à l'arrière du navire ;
- Yellow's, libre-service situé à l'arrière du pont 6 proposant une cuisine classique ;
- Gusto, libre-service proposant une cuisine d'inspiration italienne situé au milieu du pont 7 ;
- Sweet Cafe, point de vente situé à proximité du Yellow's proposant des boissons chaudes et fraîches ainsi que diverses pâtisseries ;
- Main Street, petit fast-food partageant le même emplacement que le Gusto ;

En plus de ces installations, une boutique, une salle de jeux pour enfants et un espace d'arcade sont situés sur le pont 7.

### Cabines
Le Mega Express dispose de 300 cabines externes et internes situées sur les ponts 5, 6 et 7. D'une capacité de deux à quatre personnes, toutes sont pourvues de sanitaires complets comprenant douche, WC et lavabo. Quatre d'entre elles sont des cabines de luxe situées à l'avant du pont 7. Les cabines externes du Mega Express et de son jumeau ont la particularité d'être dotées de larges sabords, offrant une vue dégagée sur la mer. Deux salons fauteuils sont également présents sur le pont 5 pour un total de 351 places.

## Caractéristiques
Le Mega Express mesure 176,38 mètres de long pour 24,82 mètres de large, son tonnage est de 26 024 UMS. Le navire peut accueillir 1 756 passagers et possède un garage pouvant contenir 550 véhicules répartis sur quatre niveaux. Le garage est accessible par deux portes rampes situées à la poupe, une troisième de plus petite taille également située à la poupe permet aux passagers piétons de directement rejoindre la réception du navire située au pont 5. La propulsion du Mega Express est assurée par quatre moteurs diesels Wärtsilä-NSD 12V46C développant une puissance de 48 600 kW entrainant deux hélices faisant filer le bâtiment à une vitesse de 29 nœuds. Le navire possède quatre embarcations de sauvetage de grande taille, une embarcation semi-rigide de secours et plusieurs radeaux de sauvetage.

## Lignes desservies
Au début de sa carrière, le Mega Express effectuait des traversées entre Toulon, Bastia et Ajaccio. Au fur et à mesure du développement de ces lignes, il desservira régulièrement les autres axes de la compagnie comme les lignes Italie - Corse ou continent - Sardaigne.
Actuellement, le navire est affecté aux lignes du groupe Corsica Ferries entre les côtes françaises et italiennes vers la Corse, la Sardaigne, les Baléares et la Sicile. Il dessert principalement la Corse depuis Toulon, Nice, Savone et Livourne vers Bastia, Ajaccio, L'Île-Rousse et Porto-Vecchio, la Sardaigne depuis Toulon, Nice et Livourne vers Golfo Aranci, et Porto Torres, Majorque depuis Toulon et Sète vers Alcúdia et a aussi brièvement desservi la Sicile en 2019 entre Toulon et Trapani.

## Sister-ship
- Mega Express Two : mis en service en juin 2001 également pour le groupe Corsica Ferries.